# World Games 2017/Ultimate Frisbee
Bei den World Games 2017 wurde vom 21. bis 23. Juli 2017 ein Wettbewerb im Ultimate Frisbee durchgeführt.

## Ergebnisse

### Vorrunde

#### Tabelle
| Pl. | Team               | S | N | Ergb. | Diff. |
| --- | ------------------ | - | - | ----- | ----- |
| 1.  | Kolumbien          | 4 | 1 | 62:51 | +11   |
| 2.  | Vereinigte Staaten | 3 | 1 | 51:37 | +14   |
| 3.  | Kanada             | 3 | 2 | 61:44 | +17   |
| 4.  | Australien         | 3 | 2 | 55:55 | ±0    |
| 5.  | Japan              | 1 | 4 | 45:60 | −15   |
| 6.  | Polen              | 0 | 4 | 25:52 | −27   |

|  | Qualifikation zum Spiel um Gold   |
|  | Qualifikation zum Spiel um Bronze |

#### Resultate
| 21. Juli 2017 |                    |            |            |
| 09:00         | Kanada             | 13:3       | Polen      |
| 10:45         | Australien         | 13:11      | Japan      |
| 12:30         | Vereinigte Staaten | 12:13      | Kolumbien  |
| 15:00         | Australien         | 13:8       | Polen      |
| 16:45         | Japan              | 8:13       | Kolumbien  |
| 18:30         | Vereinigte Staaten | 13:10      | Kanada     |
| 22. Juli 2017 |                    |            |            |
| 09:00         | Japan              | 13:8       | Polen      |
| 10:45         | Kanada             | 12:13      | Kolumbien  |
| 12:30         | Vereinigte Staaten | 13:7       | Australien |
| 15:00         | Kolumbien          | 13:6       | Polen      |
| 16:45         | Australien         | 9:13       | Kanada     |
| 18:30         | Vereinigte Staaten | 13:7       | Japan      |
| 23. Juli 2017 |                    |            |            |
| 09:00         | Australien         | 13:10      | Kolumbien  |
| 10:45         | Kanada             | 13:6       | Japan      |
| 12:30         | Vereinigte Staaten | Abgesagt † | Polen      |

### Finalrunde

#### Spiel um Bronze
| 23. Juli 2017 |        |       |            |
| 15:00         | Kanada | 13:11 | Australien |

#### Spiel um Gold
| 23. Juli 2017 |           |      |                    |
| 17:00         | Kolumbien | 7:13 | Vereinigte Staaten |

### Medaillengewinner
| Vereinigte Staaten | Kolumbien | Kanada |
| --- | --- | --- |
| - Dylan Freechild - Sarah Griffith - Lien Hoffmann - Georgia Bosscher - Chris Kocher - Beau Kittredge - Claire Desmond - Grant Lindsley - George Stubbs - Carolyn Finney - Jimmy Mickle - Nick Stuart - Anna Nazarov - Sandy Jorgensen | - Manuela Cardenas - Julio Duque - Elizabeth Mosquera Aguilar - Yina Cartagena - Mauricio Martinez - Esteban Ceballos - Maria Forero - Alejandra Torres - Laura Ospina - Ivan Alba - Alexander Ford - Valeria Cardenas - Andres Ramirez - Santiago Montago | - Terri Whitehead - Andrew Carroll - Morgan Hibbert - Geoffrey Powell - Audrey St-Arnaud - Jessie Grignon-Tomas - Mark Lloyd - Jessica Rockliff - Tim Tsang - Kevin Underhill - Laura Mason - Rachel Moens - Catherine Hui - Brendan Wong |